# Charles Thompson (calciatore)
Charles Thomson (29 aprile 1969) è un ex calciatore montserratiano, di ruolo difensore.